# Bičulovité
Bičulovité (Asteliaceae) je čeleď jednoděložných rostlin z řádu chřestotvaré (Asparagales). Čeleď zahrnuje 4 rody a asi 36 druhů pozemních nebo epifytických rostlin, rozšířených zejména na jižní polokouli.

## Popis
Jedná se vytrvalé pozemní rostliny nebo epifyty, často trsnaté s oddenky. Listy jsou jednoduché, střídavé, často shloučené do růžice, na bázi s listovými pochvami. Čepele jsou většinou kopinaté až čárkovité, celokrajné, žilnatina je souběžná. Květy jsou v květenstvích, většinou ve (větvených) hroznech či klasech. Květy jsou většinou oboupohlavné, celkem malé, okvětí se skládá převážně ze 6 okvětních lístků, vzácněji z 10-14 (rod Neoastelia). Tyčinek je 6, nitky jsou srostlé s okvětím. Gyneceum je srostlé většinou ze 3 plodolistů, semeník je svrchní. Plodem je tobolka nebo bobule.

## Rozšíření ve světě
Jsou známy asi 4 rody a cca 36 druhů, které jsou rozšířeny na Novém Zélandu, v Austrálii, na Nové Guineji, v Chile a různých ostrovech hlavně v Tichém oceánu.

## Taxonomie
Do čeledi Asteliaceae byl v minulosti někdy řazen rod dračinka (Cordyline), dnes řazený do čeledi Asparagaceae.

## Zástupci
- bičule (Astelia)[3]

## Seznam rodů
Astelia, Collospermum, Milligania, Neoastelia